# Lúcia Nagib
Lúcia Nagib (* 1956) ist eine brasilianische Filmwissenschaftlerin. Ihr Forschungsschwerpunkt liegt auf einem polyzentrischen Ansatz in Bezug auf das World Cinema. Des Weiteren betrachtet sie „New Wave“- und „New Cinema“-Bewegungen, filmischen Realismus und Intermedialität.

## Leben
Nagib studierte Filmwissenschaft an der Universidade de São Paulo und erhielt dort 1989 einen Mestrado em Artes. 1994 promovierte sie dort über den japanischen Filmregisseur Nagisa Ōshima.
Sie lehrte als Centenary Professor of World Cinemas an der University of Leeds. Im April 2013 wurde sie zur Professorin am Department of Film, Theatre and Television der University of Reading berufen. Als solche ist sie Direktorin des Centre for Film Aesthetics and Cultures.
2000 war sie Ministry of Culture Visiting Fellow am Centre for Brazilian Studies der University of Oxford. Von 2003 bis 2004 war sie Leverhulme Trust Visiting Professor an der School of History of Art, Film and Visual Media des Birkbeck College der University of London. 2008 war sie Distinguished Visitor am Department of English and Film Studies der University of Alberta.
Nagib  ist Herausgeberin der Buchreihe World Cinema Series des Verlages I.B. Tauris. Des Weiteren ist sie dort ebenfalls Mitherausgeberin, zusammen mit Tiago de Luca, der Buchreihe Film Thinks Series.
Sie ist Mitglied des European Network for Cinema and Media Studies, der Society for Cinema and Media Studies, sowie der Association of British and Irish Lusitanists.
2023 wurde Nagib zum Mitglied der British Academy gewählt.
Nagib ist mit dem britischen Prähistoriker Stephen Shennan verheiratet.

## Veröffentlichungen (Auswahl)
- Lúcia Nagib [Hrsg.]: Mestre Mizoguchi: uma lição de cinema. (1990, Navegar, São Paulo)
- Lúcia Nagib [Hrsg.]: Ozu: o extraordinario cineasta do cotidiano. (1990, Marco Zero, São Paulo)
- Lúcia Nagib: Werner Herzog: o cinema como realidade. (1991, Estação Liberdade, São Paulo)
- Lúcia Nagib: Em torno da nouvelle vague japonesa. (1993, Editora da Unicamp, Campinas)
- Lúcia Nagib: Nascido das cinzas: autor e sujeito nos filmes de Oshima. (1995, Edusp, São Paulo)
- Lúcia Nagib: The New Cinema meets Cinema Novo: new trends in Brazilian cinema. (2001, Framework, 42)
- Lúcia Nagib: O cinema da retomada: depoimentos de 90 cineastas dos anos 90. (2002, Editora 34, São Paulo)
- Lúcia Nagib [Hrsg.]: The new Brazilian cinema. (2003, I.B. Tauris, London)
- Lúcia Nagib: A utopia no Cinema Brasileiro: matrizes, nostalgia, distopias. (2006, Coleção Ensaios. CosacNaify, São Paulo)
- Lúcia Nagib: Brazil on screen: Cinema Novo, new cinema and utopia. (2007, Tauris World Cinema Series. I.B. Tauris, London)
- Lúcia Nagib, Cecília Mello [Hrsg.]: Realism and the audiovisual media. (2009, Palgrave Macmillan, Basingstoke)
- Lúcia Nagib: World cinema and the ethics of realism. (2011, Continuum, London)
- Lúcia Nagib, Chris Perriam, Rajinder Dudrah [Hrsg.]: Theorizing world cinema. (2012, Tauris World Cinema Series. I.B. Tauris, London)
- Lúcia Nagib, Anne Jerslev [Hrsg.]: Impure cinema: intermedial and intercultural approaches to film. (2013, Tauris World Cinema Series. I.B. Tauris, London)